# ديف دوني
ديف دوني هو لاعب هوكي الجليد كندي، ولد في 11 مارس 1909 في بوركس فالس في كندا، وتوفي في 18 مارس 1963.

## وصلات خارجية
- ديف دوني على موقع دوري الهوكي الوطني (الإنجليزية)
- ديف دوني على موقع EliteProspects.com (الإنجليزية)
- ديف دوني على موقع HockeyDB.com (الإنجليزية)
- ديف دوني على موقع Hockey-Reference.com (الإنجليزية)